# Bhopal
Bhopal (hindi भोपाल, trb.: Bhopal, trl.: Bhopāl; ang. Bhopal) – miasto w środkowych Indiach, stolica stanu Madhya Pradesh, na wyżynie Dekan, nad sztucznymi i naturalnymi zbiornikami wodnymi. Około 2 mln mieszkańców. Ważny węzeł komunikacyjny.
W nocy z 2 na 3 grudnia 1984 roku w zakładach chemicznych firmy Union Carbide India Ltd miała miejsce katastrofa – otworzył się zawór bezpieczeństwa na zbiorniku magazynowym zawierającym silnie toksyczny izocyjanian metylu. Uwolniony gazowy MIC utworzył chmurę która przepłynęła nad pobliskie zabudowania. Skażenie było bezpośrednią przyczyną śmierci około 2500 osób. Szacuje się, że blisko 100 tys. doznało ciężkiego uszczerbku na zdrowiu. Dokładna liczba ofiar śmiertelnych i obrażeń nie jest pewna, ponieważ jeszcze w ciągu następnych lat następowały zgony spowodowane awarią. Ewakuacja około 200 tys. osób zapobiegła jeszcze bardziej tragicznym skutkom. Rozmiary tragicznych skutków awarii uczyniły z niej najgorszą awarię odnotowaną w przemyśle chemicznym.